# Medinilla cummingii
Medinilla cummingii is een plant uit de familie Melastomataceae. De plant is endemisch op de Filipijnen. De plant is verwilderd op Hawaï en op andere eilanden(groepen) in de Grote Oceaan.
Medinilla cummingii wordt niet op dezelfde schaal als Medinilla magnifica als sierplant gekweekt.